# Pastinaca pratensis
Pastinaca pratensis är en flockblommig växtart som beskrevs av Heinrich von Martius. Pastinaca pratensis ingår i släktet palsternackor, och familjen flockblommiga växter. Inga underarter finns listade i Catalogue of Life.